# Otto Brix
Otto Brix (* 1. Juni 1900 in Hanerau; † 29. Mai 1971 in Lüneburg) war ein deutscher Maler und Zeichner.

## Leben und Werk
Der 1900 in Hanerau (Holstein) als Sohn eines Kaufmanns geborene Maler Otto Brix siedelt 1911 nach Lüneburg über und studiert von 1918 bis 1921 an der Landeskunstschule Hamburg. Studienaufenthalte führen Otto Brix  nach Berlin (1922) und Paris (1927).
Während der NS-Zeit wurden die Werke von Otto Brix von den Nationalsozialisten als "entartet" eingestuft und der Künstler mit Malverbot belegt. Es gelang ihm, seine Bilder in Lüneburg zu verstecken. Nach dem Krieg arbeitete Otto Brix neben seiner künstlerischen Tätigkeit als Dozent der Bildenden Kunst und als Kunsterzieher an verschiedenen Lüneburger Bildungseinrichtungen.
Als Maler schuf Otto Brix imaginäre Landschaften, Magisches und Groteskes, und gilt als einer der ungewöhnlichsten und innovativsten Künstler Norddeutschlands. Otto Brix nimmt zwar unterschiedliche künstlerische Strömungen auf, verarbeitet sie aber zu einem eigenständigen Stil. Dabei entzieht sich seine Kunst einer allgemein gültigen kunstgeschichtlichen Einordnung in gängige Kunstbegriffe oder Strömungen. Otto Brix Werk ist geprägt von einer höchst eigenständigen Entwicklung und Authentizität. Seine künstlerische Entwicklung lässt sich nachvollziehen von frühen Landschaftsdarstellungen bis zu den späten "kosmischen Bildern". Brix Kunst stellt dabei nicht das Rationale als Verständnisebene in den Mittelpunkt, sondern Aspekte wie Gefühl, Sehnsucht, Weite oder Tiefe. Er schafft Werke mit einem stark mystischen, metaphysischen oder meditativen Bezug und einer starken Suggestivwirkung der Farbe.